# حسن‌آباد (بفروییه)
حسن‌آباد روستایی در دهستان بفروییه بخش بفروییه شهرستان میبد استان یزد ایران است.

## جمعیت
بر پایه سرشماری عمومی نفوس و مسکن در سال ۱۳۹۵ جمعیت این مکان ۱٬۰۲۷ نفر (۳۱۴خانوار) بوده‌است.